# Boier

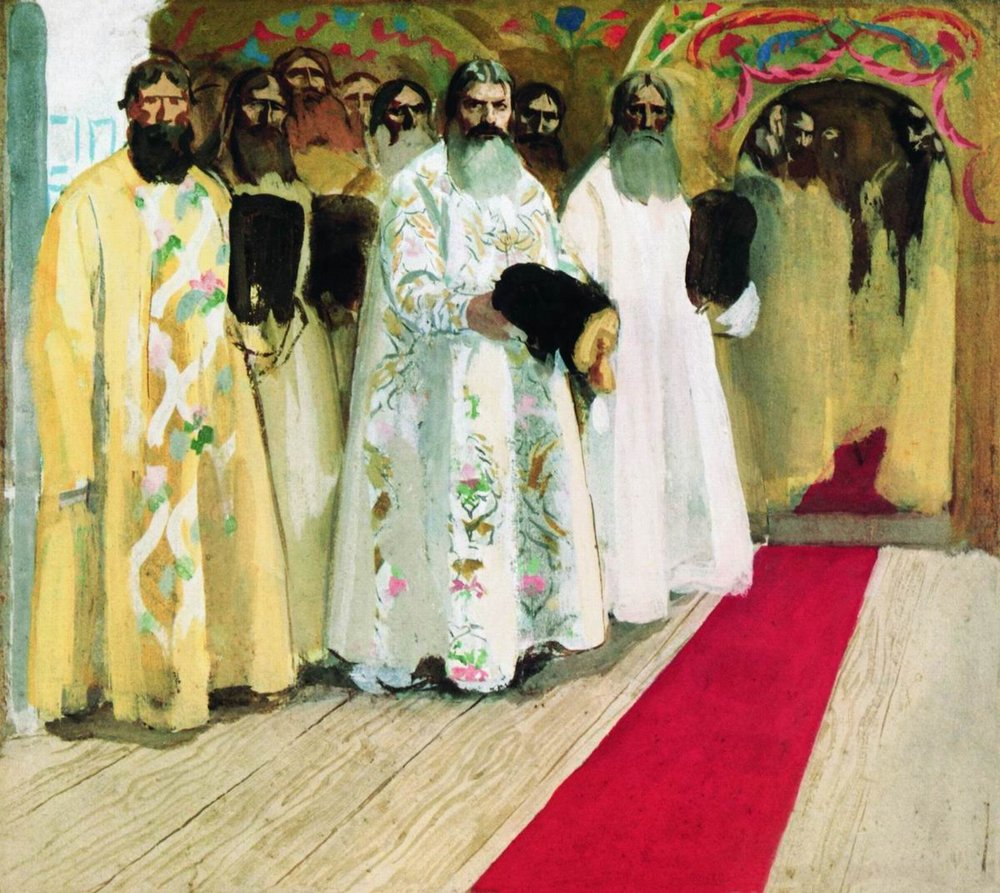
Boieri ruși într-o pictură de Andrei Riabușkin (1861–1904)

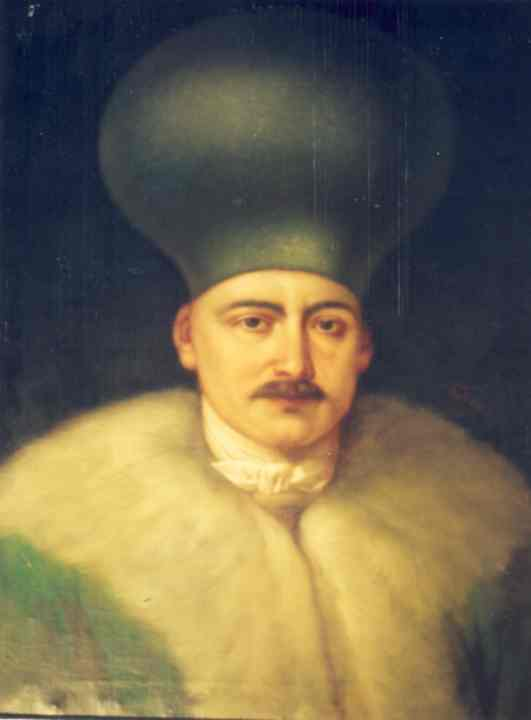
Marele Vornic al Țării Românești, boierul Șerban Grădișteanu, într-o pictură de Gheorghe Tattarescu (1818-1894)

Boierul era un mare stăpân de pământ care deținea și o funcție înaltă în stat; nobil, persoană din aristocrația feudală est-europeană. Titlul este de origine turcică și a pătruns în Țările Române din Imperiul Bulgar. Termenul poate proveni și din cuvântul "boi"; un om bogat este un proprietar de boi sau boier. 
În Țările Române, clasa boierească a provenit inițial din conducerea comunităților rurale de la începuturile Evului Mediu.
Statutul privilegiat a ajuns ulterior să fie confirmat în mod treptat de către puterea centrală (domn, rege), care astfel și-a folosit autoritatea pentru a include în clasa boierilor persoane ce se distingeau în funcțiile militare sau civile în care activau, acordându-le și moșii.
Cu timpul boierii s-au diferențiat în mari boieri (proprietari ai unor mari moșii și deținători ai unor dregătorii importante în administrație) și mici boieri (ce dețineau proprietăți funciare mai mici și poziții administrative mai puțin însemnate).
Din prima clasă boierească făceau parte înalții demnitari, miniștrii și curtenii domnitorului: marele postelnic, marele ban, marele vornic, marele logofăt, marele spătar, marele vistiernic și marele agă, supranumiți și boierii veliți sau divaniți, ori boierii cu barbă, pentru că numai lor li se permitea portul acestei podoabe capilare.
Boierii din următoarea clasă erau paharnicul, clucerul, stolnicul și comisul, iar boierii din clasa a III-a erau slugerul, pitarul, serdarul, șetrarul, medelnicerul, portarul, armașul și clucerul de arie. Tuturor acestora le era permis portul doar de mustață.
Distincția rangurilor boierești se mai putea face și în funcție de blănurile purtate, de forma și dimensiunea ișlicului ori de nuanța giubelelor.
Începând cu prima jumătate a secolului XV au devenit cea mai importantă forță politică în principatele române extracarpatice. În Transilvania ei au fost ori asimilați de nobilimea maghiară ori și-au pierdut statutul, devenind simpli țărani.
Toată boierimea noastră - de origine răzeșească ori fanariotă - a fost amestecată în istoria țării. Ea a scris - se poate spune - istoria țării. Nu se poate face un pas în cercetarea trecutului nostru istoric, fără a nu da peste boieri. Cu origini străine sau curat românești, boierimea s-a plămădit și s-a identificat cu viața acestui neam.
În epoca fanariotă, nobilimea se împarte în cinci clase, prima (protipendadă) fiind cea care alcătuia sfatul restrâns al domnitorului (boieri de sfat sau veliți, cf. în Spania așa numiții grandes); funcțiile lor efective erau încredințate unor locțiitori de a doua clasă (vtori) sau de a treia (treti). Urmau apoi boiernașii, care ocupau funcții în armată sau în administrație. Regulamentul Organic, inspirat din constituția dată nobilimii ruse de către Petru cel Mare, a asimilat nobilimea cu gradele din armată și le-a conferit automat tuturor funcționarilor statului. Către 1850, existau în Moldova cam 2800 de familii de boieri, și în Muntenia 320, constituind un total de aproximativ 30.000 de boieri. Rangurile, titlurile și privilegiile lor au fost abrogate prin art. 46 al Convenției de la Paris, la 19 august 1855, cu efecte asupra drepturilor bănești începînd cu 30 iunie 1859.

## Etimologie
Titlul boila este predecesorul sau forma veche a titlului bolyar (cuvântul bulgar pentru boier). Boila a fost un titlu purtat de unii dintre aristocrații bulgari și Gök-Türk (în mare parte guvernatori regionali și războinici nobili) în Primul Imperiu Bulgar (681–1018) și Imperiul Gök-Türc (552-744). Forma de plural a lui boila („nobil”), bolyare este atestată în inscripțiile bulgare și redată ca boilades sau boliades în greaca documentelor bizantine. Mai multe teorii diferite de derivare ale cuvântului au fost sugerate de lingviști, precum acesta având posibile rădăcini în limba turcică veche: bai ("nobil, bogat"; cf. "bay") plus turcic är ("om, bărbat"), proto-slavă „boi” (luptă, bătălie) sau română „boi” (vite) către „boier” (proprietar de vite).

## Titluri boierești (dregătorii, ranguri, funcții)[11]
- Ban: Guvernator al unei regiuni
- Logofăt: Titlu de mare dregător în ierarhia boierilor români, membru al sfatului domnesc
- Mare logofăt: În Moldova întâiul boier de divan, care conducea cancelaria domnească și, în lipsa domnului sau al mitropolitului, prezida divanul; În Muntenia unul dintre cei mai de seamă boieri de divan, urmând după ban.
- Spătar: Înalt demnitar la curtea domnească în timpul feudalității, care avea la început funcția de a purta la festivități spata domnească, iar mai târziu pe cea de șef al armatei și al poliției.
- Mare spătar: Comandant suprem al oștilor țării
- Vornic: Mare dregător la curtea domnească, însărcinat cu supravegherea curții, cu conducerea treburilor interne ale țării, având și atribuții judecătorești
- Mare Vornic: Cel dintâi boier din divan, având sarcina de cârmuitor și de înalt judecător al curții domnești și al întregii țări
- Postelnic: Titlu dat unui mare boier, membru al sfatului domnesc, care avea în grijă camera de dormit a domnului și organiza audiențele la domn
- Vistiernic: Boier care administra vistieria țării
- Stolnic: Dregător care purta grija mesei domnești, fiind șeful bucătarilor, al pescarilor și al grădinarilor
- Paharnic: Boierul de la curtea domnilor români care avea grijă de băutura domnului, iar în împrejurări deosebite sau la sărbători îl servea personal pe domn, gustând băutura înaintea acestuia pentru a se convinge că nu este otrăvită

Sociologul și istoricul Ioan Constantin Filitti a evidențiat în lucrarea sa Clasele sociale în trecutul românilor faptul că deosebirea între nobilimea românească și cea feudală din occidentul Europei consta în faptul că la cei occidentali rangul nobiliar constituia un atribut al persoanei, care putea exista și fără posesia unui domeniu feudal și care nu se pierdea o dată cu feuda, în timp ce statutul de boier din Țările Române se obținea prin dăruire de pământ de către domn și nu prin introducerea în ordinul cavalerilor.
Rangurile boierești erau de multe ori întărite de posesiunea unor domenii, a căror proprietate era garantată de domn. Rangurile boierești, față de titlurile nobiliare vesteuropene, nu erau ereditare. Boierul era de fapt un "angajat" al statului, iar titlul său nobiliar era și el o funcție a statului, în fapt a suveranului, și nu un atribut al persoanei. La rangul de boier se asociau privilegii sociale, inclusiv bogăție, faimă, respect.